# موندیل‌وری (قمر)

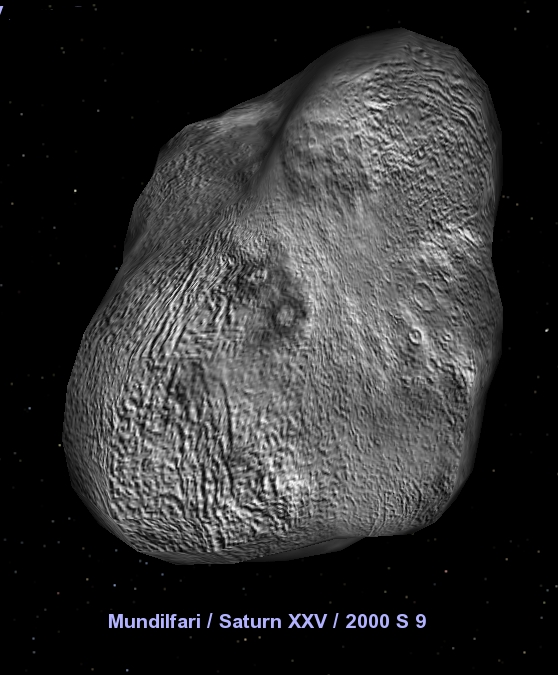
نمایی از «موندیل‌وری»، تصویربرداری‌ از سلستیا

موندیل‌وری (به انگلیسی: Mundilfari)، که با نام زحل ۲۵ هم خوانده می‌شود، از قمرهای سیاره زحل است. این قمر در سال۲۰۰۰ توسط برت جیمز گلدمن و همکاران کشف شد؛ و به نام موقت اس/۲۰۰۰ اس ۹ نامگذاری شد.
موندیل‌وری حدود۷ کیلومتر قطر دارد. وبا متوسط مدار ۱۸٬۳۶۰ مگامتر و دوره ۹۲۸٫۸۰۶ روز دور زحل می‌چرخد. انحراف آن ۱۷۰ درجه نسبت به دائرةالبروج و (۱۵۰ درجه نسبت به استوای زحل) است. حرکت این قمر رجوعی و خروج از مرکز مدار آن ۰٫۱۹۸ است.
این قمر ممکن است از قطعات متلاشی شده فوبه و تأثیرات زیادی که در تاریخ منظومه شمسی گذاشته شکل گرفته باشد.
این قمر در اوت ۲۰۰۳ به نام موندیل‌وری از اساطیر اسکاندیناوی پدر الهه سول و مانی (خدا) نامگذاری شد.